# Exilisia pluripunctata
Exilisia pluripunctata är en fjärilsart som beskrevs av Paul Mabille 1900. Exilisia pluripunctata ingår i släktet Exilisia och familjen björnspinnare. Inga underarter finns listade i Catalogue of Life.